# Église Saint-Martin de Lainsecq
Pour les articles homonymes, voir église Saint-Martin.
L'église Saint-Martin de Lainsecq est une église située à Lainsecq, dans le département de l'Yonne, en France.

## Présentation
La façade de l'église fait l’objet d’une inscription au titre des monuments historiques depuis le 27 février 1934.